# Giant Magellan Telescope
Giant Magellan Telescope (GMT) är ett markbaserat extremt stort teleskop under uppbyggnad i Chile, planerat för färdigställande år 2025. Det kommer att bestå av sju 8,4 m diameter primära segment, som kommer att observera optiskt och nära infrarött (320-25000 nm) ljus, med en upplösning som motsvarar en 24,5 m diameter stor spegel. Teleskopet förväntas få en upplösning 10 gånger större än Hubble rymdteleskopet, och kommer att bli det största optiska observatoriet i världen vid tidpunkten för sitt "första observerade ljus" planerat till år 2022. I december 2015 hade fyra speglar gjutits och byggandet av toppfundamentet hade börjat.
Totalt planeras sju primära speglar, men det börjar med fyra. $1 miljardersprojektet är USA-lett i partnerskap med Australien, Brasilien och Korea, med Chile som värdland.

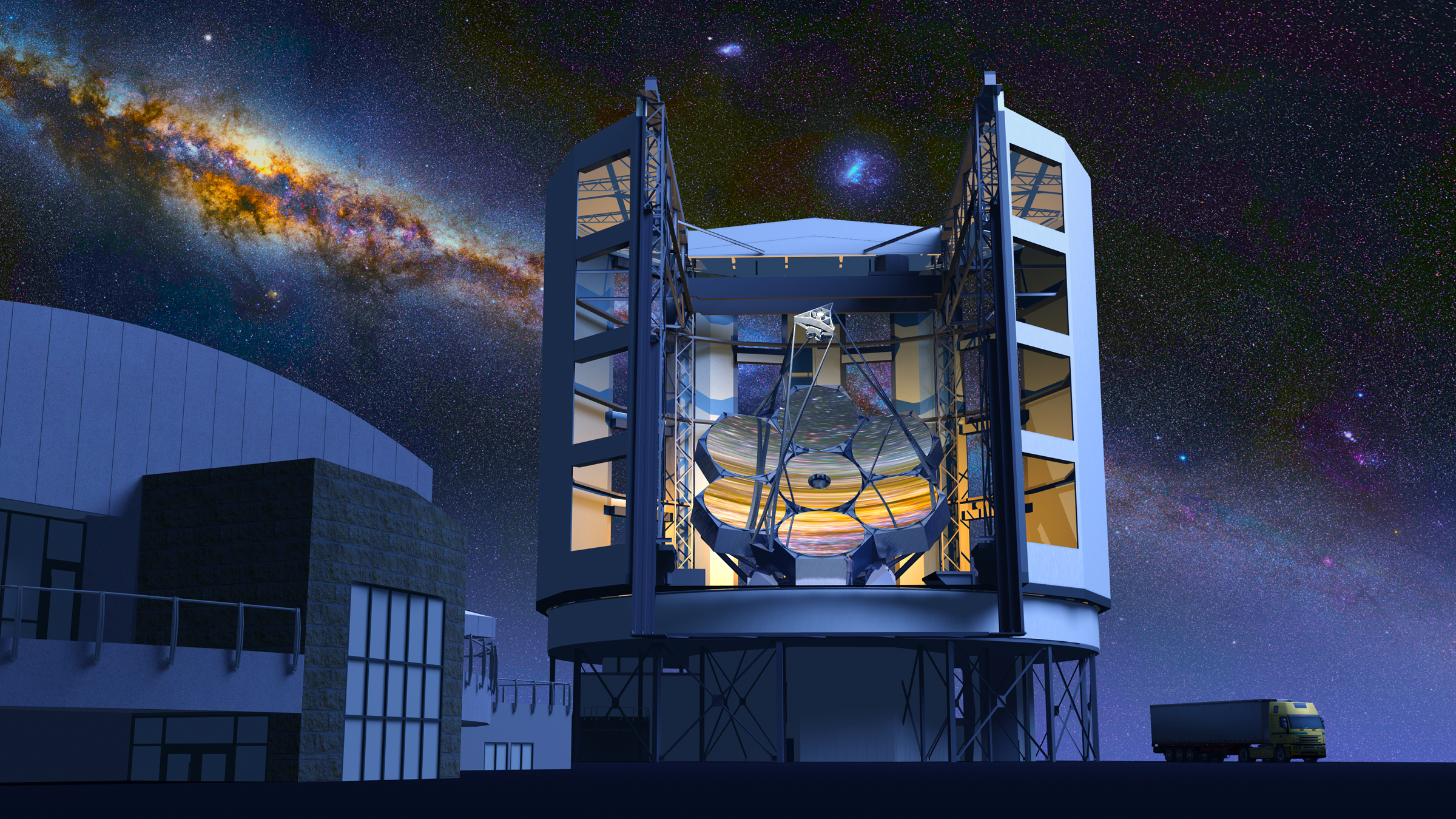
Giant Magellan Telescope